# Метилювання білків
Метилювання білків — тип метилювання, посттрансляційна модифікація білків, що полягає в додаванні метилової групи замість атома водню. Ця реакція каталізується ферментами і зазвичай відбувається на амінокислотних залишках аргініну або лізину в послідовності білка. Аргінін може бути метильований один раз або двічі, з додаванням метилових груп до термінального азоту (з утворенням асиметричного диметильованого аргініну) або по одній до кожного азоту (симетричний диметильований аргінін) за допомогою ферменту пептиділаргінінметилтрансфераза (PRMT). Лізин може бути метильований один раз, двічі або тричі за допомогою ферменту лізинметилтрансфераза. Метилювання білків найкраще досліджене в гістонах. Передача метилових груп від S-аденозилметіоніну до гістонів каталізується ферментами, знаними як гістонові метилтренсферази. Гістони, метильовані на певних залишках, можуть діяти епігенетично, подавляючи або активуючи експресію гена.